# Leader (stad)
Leader is een plaats (town) in de Canadese provincie Saskatchewan en telt 914 inwoners (2001).